# Sondos
Sondos (persiska: سندس) är en ort i Iran.   Den ligger i provinsen Gilan, i den nordvästra delen av landet, 210 km nordväst om huvudstaden Teheran. Sondos ligger 189 meter över havet och antalet invånare är 217.
Terrängen runt Sondos är varierad. Sondos ligger nere i en dal.Runt Sondos är det ganska glesbefolkat, med 45 invånare per kvadratkilometer. Närmaste större samhälle är Manjīl, 19,3 km sydväst om Sondos. Trakten runt Sondos består till största delen av jordbruksmark.